# Bishan (wijk)
Bishan (Chinees: 碧山, Tamil: பீஷான்) is een wijk in het noordoosten van de Central Region van de stadstaat Singapore. 
Bishan is al een oudere woonwijk van Singapore en kan beschouwd worden als een slaapstad voor het stadscentrum.
In Bishan zijn twee van de meest prestigieuze scholen van Singapore gevestigd, de Catholic High School en het Raffles Institution.